# Mártonhegy (Budapest)
Mártonhegy egybeírva Budapest egyik városrésze a XII. kerületben. Nevét az itt található Márton-hegy után kapta.

## Fekvése
A Széchenyi-hegy dél-délkeleti részén található.
Határai: Költő utca a Mártonhegyi úttól – Hangya utca – Csorna utca – Tamási Áron utca – Németvölgyi út – Németvölgyi lépcső – Bürök utca – Denevér út – Mártonhegyi út a Költő utcáig.

## Története
A városrész névadója a 285 méter magas Márton-hegy. Egykor egy Szent Márton tiszteletére épített kápolna állt itt, innen kapta nevét. 1789-ben Martinsberg néven említik, 1847-ben a dűlőkeresztelő során magyarosították a nevét, azóta Márton-hegy, amit a mai városrész is átvett egybeírt formában.

## jegyzetek
1. ↑  a KSH 2001-es népszámlálási adatai